# Мусаленски езера
Мусалѐнските езера (от 14 март 1950 г. до 19 януари 1962 г. Ста̀лински езера) са група от седем езера, разположени стъпалообразно в Мусаленския циркус на височина от 2709 m до 2322 m и принадлежащи към басейна на река Боровецка Бистрица (Мусаленска Бистрица).
Първите систематични проучвания на езерата са направени от австрийката Л. Кипке през август 1932. Относитело точни надморски височини на езерата са публикувани за пръв път в изданията на НИМХ в началото на 60-те години на XX в. В настоящата статия като най-точни са цитирани височините според Едромащабната карта на България (ЕТК).

## Местоположение
Седемте Мусаленски езера са разположени на територията на община Самоков, област София. Приблизителната площ на геотопа е 1,6 km2. Циркусовите езера граничат на изток с връх Дено и прилежащия му циркус, на югоизток с връх Иречек, на юг с върховете Мусала и Малка Мусала и на запад с долината на река Бели Искър.

## Списък на езерата
Седемте Мусаленски езера са образувани в три свързани помежду си каскадни циркуса, даващи началото на ледниковата долина на река Мусаленска Бистрица, която започва от връх Мусала и достига зимния курорт Боровец, в северното подножие на Рила. В първия от тях с размери 740 × 490 m е разположено и първото езеро. Второто, третото и четвъртото езеро са разположени на три стъпала във втория каскаден циркус Алеко. Следващите три езера са разположени в друг каскаден циркус с размери 1500 × 500 m, известен като Каракашев циркус. Връзката на последните два циркуса се осъществява между четвъртото и седмото езеро.
Първо Мусаленско езеро
Първото, най-високо езеро в групата, наричано още Леденото езеро, е разположено в малък циркус на 365 m североизточно от връх Мусала на 42°10′56″ с. ш. 23°35′21″ и. д. / 42.182222° с. ш. 23.589167° и. д.. Езерото лежи на 2709 m н.в. и е най-високото в Рила планина, и на Балканския полуостров. Има площ 18 дка и дълбочина 16,4 m (най-дълбокото в групата). Формата му е овална, слабо удължена, а склоновете му са стръмни и покрити със сипейни материали. При него е измерена най-висока температура на водата през летния период – 7,8 °C на повърхността, а в дълбочина намалява до 5,1 °C В справочната литература има спор за първенството по височина между Леденото езеро и Горното Полежанско езеро в Пирин. Според  по-високо е Горното Полежанско езеро (2710 m), докато Живко Радучев  и Добри Душков  дават първенството съответно на рилското и пиринското езеро. Спорът е решен от данните в Едромащабната топографска карта на България, според която Горното Полежанско езеро лежи на 3 метра по-ниско (2706 м н.в.) от Леденото езеро.
Второ Мусаленско езеро
Второто езеро, наричано още Горно или Безименно, тъй като е разположено в подножието на Безименния връх, се намира на 133 m под първото езеро, на 800 m северно от връх Мусала, на 2576 m н.в. и на 42°11′14″ с. ш. 23°35′02″ и. д. / 42.187222° с. ш. 23.583889° и. д.. Има площ 12,4 дка и дълбочина 5,8 м. Подхранва се подземно от Леденото езеро.
Трето Мусаленско езеро
Третото езеро, познато като Алековото, е разположено в средното стъпало, само на 32 m под второто, в подножието на връх Алеко, на 1160 м на север-северозапад от връх Мусала на 2544 m н.в. и на 42°11′25″ с. ш. 23°35′00″ и. д. / 42.190278° с. ш. 23.583333° и. д. Езерото има площ 23,9 дка и дълбочина 14 m. Притокът и оттокът на вода са подземни.
Четвърто Мусаленско езеро
Четвъртото езеро, наричано Фердинандово, е разположено на 58 m под третото и на 1650 m северно от връх Мусала на 2486 m н.в. То е с непостоянна площ и дълбочина и заема най-ниското стъпало на циркус Алеко. Не се забелязва видим вток и отток на вода, а в края на лятото езерото значително намалява обема си. Площта му е 9 дка. 
Пето Мусаленско езеро
Петото езеро е разположено на 93 m под четвъртото, на 1500 m север-североизток от връх Мусала, на 2393 m н.в. и на 42°11′35″ с. ш. 23°35′27″ и. д. / 42.193056° с. ш. 23.590833° и. д.. Познато е като Каракашевото езеро, на името на удавил се в него младеж с това име. Има площ 26.2 дка и дълбочина 6,6 m. То е най-голямото в групата.
Шесто Мусаленско езеро
Шестото езеро е разположено на един километър северозападно от Каракашевото и на 1770 m северно от връх Мусала, на 42°11′42″ с. ш. 23°35′20″ и. д. / 42.195° с. ш. 23.588889° и. д.. Лежи на 2391 m н.в. Има площ едва 2,6 дка и е най-малкото в групата. Дълбочината му не надвишава 0,5 m.
Седмо Мусаленско езеро
Седмото, най-ниско езеро, познато още като Долното, е разположено на един километър северно от шестото, на 1890 m северно от връх Мусала на 2389 m н.в. и на 42°11′49″ с. ш. 23°35′17″ и. д. / 42.196944° с. ш. 23.588056° и. д.. Има площ 13.4 дка и дълбочина 1,6 m. На северния му бряг е разположена туристическата хижа „Мусала“.

## Геология
В геоложко отношение Мусаленските езера попадат изцяло в Мусаленското тяло на Рило-Западнородопски батолит, изградено от средно до едрозърнести гранити от периода лютес (40 – 35 Ma). Гранитите са левкократни, светлосиви до сивобели, с масивна равномернозърнеста текстура. Структурата им е пойкилитова и хипидиоморфнозърнеста. Основните скалообразуващи минерали са плагиоклаз, K-фелдшпат, кварц и биотит. Амфиболът се среща рядко, а акцесорните минерали са аланит, циркон, ксенотим, монацит, апатит и руден минерал.

## Галерия
- Леденото езеро
- Алеково езеро
- Четвърто Мусаленско езеро
- Каракашево езеро
- Седмо Мусаленско езеро